# Gorenji Maharovec
Gorenji Maharovec je naselje v Občini Šentjernej.